# 200 євро
Двісті євро, також €200 — шоста за номінальною вартістю банкнота євро. Перебуває в обігу від 2002 року, з моменту введення валюти.

## Дизайн
Банкнота в 200 євро має розміри 153x82мм. Виконана у жовтій кольоровій гамі.
Всі банкноти євро містять зображення мостів та арок/дверних прорізів різних історичних стилів європейської архітектури. 200 євро відображає архітектурні елементи доби модерну (17-18 століття н. е.). Хоча Роберт Каліна розробив оригінальні малюнки реально існуючих будівель, з політичних причин вирішено розмістити схематичні приклади відповідних архітектурних епох.
Як і решта банкнот, 200 євро містить найменування валюти, номінал, прапор Євросоюзу, підпис президента Європейського центрального банку, 12 зірок ЄС, рік випуску та спеціальні елементи захисту банкноти.

## Елементи захисту банкноти

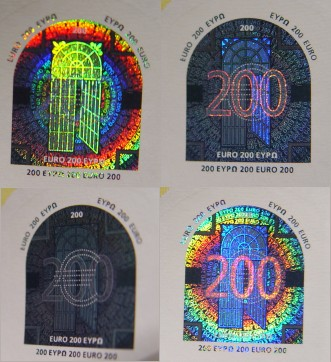
Захисні голограми на банкноті 20 євро

Банкнота в 200 євро захищена голограмою, сузір'ям EURion, водяними знаками, рельєфним друком, захисною ниткою, ультрафіолетовим чорнилом, чорнилом, що змінює колір, мікродруком, матовою поверхнею, перфорацією, штрихкодом і серійним номером, який підкоряється певному математичному правилу. Код емітенту розташований вгорі у положенні 7 o'clock star.

## Зміни
Від 2002 року зміни в дизайн банкноти не вносились, однак 2011 року очікується друк нових банкнот із дещо оновленим дизайном. Також на перших емісіях стоїть підпис голови Європейського центрального банку Віма Дейсенберга, який пізніше замінили на підпис чинного голови Європейського Центробанку Жана-Клода Тріше.